# Нагуманов, Андрей Рафаилович
Андрей Рафаилович Нагуманов (род. 21 февраля 1987, Ленинград) — российский футболист.

## Карьера

### Клубная
Учился в спортивной школе «Смена» у Александра Смыкова и Альберта Дзугурова, также играл в детской команде «Приморец». В 2004—2006 выступал за дубль петербургского «Зенита» (56 игр, 2 гола), в 2005 году стал в его составе третьим призёром первенства дублёров. Затем играл в низших российских лигах за команды «Текстильщик-Телеком», «Спортакадемклуб» (обе — первый дивизион), «Смена-Зенит» (второй дивизион). За основной состав «Зенита» провёл единственный матч в Кубке России против «Читы» в 2006 году. С 2010 года играл за «Жальгирис» в высшей лиге Литвы, третий призёр первенства Литвы 2010 года и обладатель Кубка Литвы 2011/12 в его составе.
В начале 2013 года перешёл в немецкий любительский клуб TSG Öhringen (Эринген), где живёт его жена. Летом перешёл в FSV Hollenbach из 5 лиги. Со следующего лета — в составе TSV Crailsheim.

### В сборной
Выступал за юношескую и молодёжную сборную России. В составе юношеской сборной победитель Мемориала Гранаткина 2005 года.

## Личная жизнь
Старший брат Роман — также футболист.
Жена родилась в Петербурге, с 8 лет живёт в Германии. Нагуманов встретил её в 2006 году, женился в 2013, тогда же они переехали в Германию.